# Meroux
Meroux (también escrito Méroux, por la pronunciación local)
era una comuna francesa situada en el departamento del Territorio de Belfort, de la región de Borgoña-Franco Condado. El 1 de enero de 2019, fusionó con Moval y pasó a ser una comuna delegada y la cabecera de la comuna nueva de Meroux-Moval.
Los habitantes se llaman Méroutains.

## Geografía
Está ubicada a 5 km al sur de Belfort y forma parte de la aglomeración urbana de esta ciudad.

## Demografía
| 472 | 464 | 479 | 509 | 646 | 660 | 787 | 856 |
| Para los censos de 1962 a 1999 la población legal corresponde a la población sin duplicidades (Fuente: INSEE [Consultar]) |     |     |     |     |     |     |     |